# Crayon Shin-chan
Crayon Shin-chan (ook bekend als Shinchan en Shin chan, Japans: クレヨンしんちゃん Kureyon Shin-chan) is een Japanse manga (stripboek) en anime (tekenfilm).
De serie draait om het leven van de 5-jarige jongen Shin-chan die met zijn zusje en ouders in de Japanse stad Kasukabe woont. Voor zijn leeftijd heeft Shin een grote interesse voor het vrouwelijk geslacht, met de nodige flirts tot gevolg. Hij heeft een bizarre vorm van humor, ongekende energie, onstilbare honger en een drang om iedereen tot het uiterste te drijven. De serie is vooral bekend doordat Shin-chan zijn blote kont liet zien en ermee danste (blote billen boogie).
De anime werd in Nederland op Fox Kids/Jetix uitgezonden en in België op Kanaal Twee.
In 2019 kreeg deze serie een spin off genaamd Super Shiro wat over het duistere leven van Shin Chan's huisdier Lucky gaat. Hier is al duidelijk dat Lucky een Superheld is die de strijd met andere honden en dieren aangaat. De Anime startte in 2019 en eindigde in 2021 na meer dan 48 afl.

## Manga (stripboek)
Shin-chan begon als een manga op 11 april 1992 in het Japanse wekelijks magazine Weekly Manga Action, geschreven en geïllustreerd door Yoshito Usui. Vanwege de dood van Yoshito Usui eindigde de manga in zijn oorspronkelijk vorm na 50 delen op 11 september 2009. Een nieuwe mangaserie begon als New Crayon Shin-chan op 13 juli 2012 door leden van het team van Usui, daarvan zijn tot nu toe 6 delen uitgekomen.
In verschillende landen waaronder de Verenigde Staten zijn sommige mangadelen vertaald uitgebracht. In Nederland is de manga nooit fysiek uitgebracht, wel zijn digitaal legaal op Crunchyroll volume 1 tot en met 10 van de manga te lezen net als de manga spin-off Action Mask. Ook zijn de uitgaven van het Amerikaanse One Peace Books, volume 1 tot en met 12, geïmporteerd in Nederland te koop.

## Anime (tekenfilm)
Shin-chan werd in 1992 voor het eerst uitgezonden in Japan op TV Asahi. Daar werd het al snel een hit bij het grote publiek. De tekenfilm kenmerkt zich door een combinatie van zowel volwassen als kinderlijke humor, waarbij zowel de gezinssituaties in het algemeen onder de loep worden genomen alswel de dagelijkse en absurde beslommeringen van het hoofdpersonage zelf.
Na de hit in Japan kwam Shin-chan voor het eerst op televisie in de Verenigde Staten op KIKU, een Hawaïaans televisiestation, in het Japans met Engelse ondertiteling, van 1992 tot december 2001 toen Vitello Productions de rechten in handen kreeg.

### Vitello en Phuuz nasynchronisatie
De serie werd voor het eerst nagesynchroniseerd in het Engels door Vitello Productions in Burbank, Californië in 2002-2003. Tijdens de vroege jaren 2000 werd het uitgezonden op Fox Kids (later Jetix) in het Verenigd Koninkrijk, op Fox Kids in Australië en op RTÉ Two in Ierland. De nasynchronisatie is van Amerikaanse oorsprong, met veel Amerikaanse ervaren stemacteurs. Ondanks de Amerikaanse oorsprong werd de nasynchronisatie nooit in Noord-Amerika uitgezonden. Van veel personages was in de Engelse nasynchronisatie hun naam veranderd in een Amerikaans klinkende, werd de originele achtergrond muziek compleet vervangen door nieuwe achtergrondmuziek, en scènes met naaktheid werden bewerkt. Veel volwassen grappen werden vervangen door gezinsvriendelijke grappen, en godslastering werd eruit geknipt. Het veelvuldig opduiken van naakte billen van Shin-chan, alsmede veel van de humor over borstgrootte en seksuele thema's bleef behouden in de nasynchronisatie. Sommige afleveringen die erotisch materiaal en inhoud voor volwassenen bevatten, werden helemaal niet nagesynchroniseerd. Bovendien werden de afleveringen niet in hun oorspronkelijke volgorde nagesynchroniseerd. Wat continuïteitsproblemen creëert, zo brengt Shin in aflevering 29 zijn klasgenoten naar zijn huis om zijn nieuwgeboren zusje te bezoeken, in aflevering 30 komt zijn zusje terug van haar geboorte in het ziekenhuis en in aflevering 52 werd bekend dat Shin een zusje zou krijgen.
In 2003 kreeg Phuuz Entertainment de licentie in handen en ging het bedrijf verder waar Vitello gestopt was met nieuwe stemacteurs.
Naast Nederland en België werd de serie ook in de desbetreffende taal vanaf de Engelse nasynchronisaties van Vitello en Phuuz opnieuw nagesynchroniseerd en uitgezonden in andere landen. Waaronder in Portugal op SIC, Polen op Fox Kids, Duitsland op RTL 2 en Fox Kids/Jetix, en Frankrijk op Fox Kids.

#### Nederlandse nasynchronisatie
JPS Producties was verantwoordelijk voor de Nederlandse nasynchronisatie, die gebaseerd was op de Engelse nasynchronisaties van Vitello en Phuuz. Shin-chan was van 1 februari 2003 tot en met 25 augustus 2007 in Nederland te zien op Fox Kids en Jetix. Een reden is er nooit gegeven voor het stopzetten van de Nederlandse nasynchronisatie van de serie, maar volgens stemactrice Melise de Winter werd het van televisie gehaald vanwege klachten van ouders. Van 1 september 2003 tot en met 18 maart 2005 kwam het ook op Kanaal Twee in Vlaanderen.
De Nederlandstalige titelmuziek Hey hey Shin-chan duurt één minuut in totaal en werd ingezongen door Ted Koninkx vergezeld door Nikki Romijn en Hella Koffeman. Het liedje is ooit uitgebracht op een van de Fox Kids Hits-cd's en is gebaseerd op het Amerikaanse origineel Say hey Shin-chan.
De Nederlandse nasynchronisatie had een kijkwijzer van zes jaar en ouder. De lichte kijkwijzer (door middel van het indempen van seksueel getinte scènes, grove taal of geweld) zorgde voor een brede doelgroep met een enorme populariteit onder zowel kinderen als jongeren.

### Crowdfundingactie
Op een Facebookpagina die Shin-chan terug op de Nederlandse televisie wilde werd in 2016 een crowdfundingactie opgezet. Doel was een startbudget in te zamelen voor de nasynchronisatie van nieuwe pilotafleveringen met de originele stemacteurs. Met de actie werd meer dan de benodigde 2.500 euro opgehaald.

### Funimation nasynchronisatie
In 2005 kreeg Funimation de licentie voor de Verenigde Staten in handen die er een volwassen alternatief van maakte met een andere set stemacteurs, volwassen grappen die in het Japanse origineel nooit zaten, soms zelfs schokkende (seksueel getinte) beelden voor een volwassen doelgroep en met een kijkwijzer van gemiddeld twaalf jaar en ouder. Zo zaten er grappen in over crystal meth, Joden en viagra. Ook was het personage Kazama/Cosmo (“Georgie Herbert Walker Prescott III” was zijn naam in deze nasynchronisatie) een ultraconservatieve Amerikaanse Republikein geworden. Ze hebben in totaal drie seizoenen uitgebracht, waarvan de laatste in 2011.

### Andere nasynchronisaties
Momenteel wordt Shin-chan buiten Japan nog in verschillende landen uitgezonden, de nasynchronisatie gebeurt vanuit het Japans. Onder andere in India door Hungama TV, in Spanje door Neox en in Portugal door Biggs.

## Stemacteurs
| Personage           | Nederlandse nasynchronisatie                       | Engelse Vitello-nasynchronisatie | Engelse Phuuz-nasynchronisatie | Engelse Funimation-nasynchronisatie | Japans origineel                                       |
| ------------------- | -------------------------------------------------- | -------------------------------- | ------------------------------ | ----------------------------------- | ------------------------------------------------------ |
| Shin-chan Nohara    | Melise de Winter                                   | Kath Soucie                      | Diane Michelle                 | Laura Bailey                        | Akiko Yajima (1992–2018), Yumiko Kobayashi (2018–)     |
| Mitsy Nohara        | Ingeborg Wieten                                    | Kath Soucie                      | Julie Maddalena                | Cynthia Cranz                       | Miki Narahashi                                         |
| Harry Nohara        | Jan Elbertse                                       | Eric Loomis                      | Peter Doyle                    | Chuck Huber                         | Keiji Fujiwara (1992-2016), Toshiyuki Morikawa (2016–) |
| Daisy Nohara        | Melise de Winter                                   | Russi Taylor                     |                                | Colleen Clinkenbeard                | Satomi Kōrogi                                          |
| Gary Nohara         | Bram Bart                                          | Sonny Strait                     |                                |                                     | Ginzō Matsuo, Chō (Aflv. 429-)                         |
| Juf Dori            | Marjolein Algera (S1-2) / Hilde de Mildt (S3+)     | Anndi McAfee                     | Cindy Robinson                 | Caitlin Glass                       | Yumi Takada, Haruhi Terada                             |
| Juf Uma             | Hymke de Vries                                     | Grey DeLisle                     | Grey DeLisle                   | Clarine Harp                        | Michie Tomizawa                                        |
| Meneer Enzo         | Bram Bart                                          | Patrick Fraley                   |                                | Jason Liebrecht                     | Rokuro Naya (1992–2014) Junpei Morita (2015–)          |
| Cosmo               | Lottie Hellingman (S1-2) / Angélique de Boer (S3+) | Grey DeLisle                     | Hope Levy                      | Brina Palencia                      | Mari Mashiba                                           |
| Nini                | Lucie de Lange                                     | Anndi McAfee                     | Michelle Ruff                  |                                     | Tamao Hayashi                                          |
| Max                 | Tony Neef                                          | Russi Taylor                     | Barbara Goodson                | Carrie Savage                       | Teiyu Ichiryusai                                       |
| Bo                  | Roel Fooij                                         | Eric Loomis                      | Richard Cansino                |                                     | Chie Sato                                              |
| Ruby                | Marloes Van Den Heuvel                             | Gwendolyn Lau                    | Lydia Mckay                    |                                     | Shoko Saito                                            |
| Mineko              | Marloes Van Den Heuvel                             | Melina Wood Allen                |                                |                                     | Sakiko Tamagawa                                        |
| Ekasuky             | Onbekend                                           |                                  |                                |                                     | Tomoko Otsuka                                          |
| Groverts            | Lucie de Lange                                     |                                  |                                | Laurie Steele                       | Reiko Suzuki                                           |
| Gemaskerde Muchacho | Ewout Eggink                                       | Patrick Fraley                   |                                | Troy Baker                          | Tesshō Genda                                           |

## Personages
Onder andere de volgende personages komen voor in Shin-chan.

### De familie Nohara
Shins familie bestaat uit zichzelf, zijn ouders Harry en Mitsy, en later zijn jongere zusje Daisy. Het gezin woont in een eengezinswoning in een rustige wijk van de Japanse stad Kasukabe.
Shin-chan (Japans origineel: Shinnosuke "Shin" Nohara (野原しんのすけ) is een vijfjarig jongetje dat opgegroeid in een Japanse familie en buurt. Doorgaans draagt hij dezelfde kleding, zijnde een rode trui en een korte, gele broek. Voor een vijfjarige heeft Shin een grote interesse voor het vrouwelijk geslacht, met de nodige flirts tot gevolg, al is het maar om ze op de kast te jagen. Hij heeft een bizarre vorm van humor, ongekende energie, onstilbare honger en een drang om iedereen tot het uiterste te drijven.
Harry (Japans origineel: Hiroshi Nohara (野原ひろし) is Shins vader en de kostwinner van de familie. Hij ontmoette Shins moeder toen hij negenentwintig was en na een relatie van twee jaar zijn ze getrouwd. Hij is een liefhebbende en toegewijde vader die van zijn twee kinderen houdt. Hoewel hij de kostwinner is, laat hij de financiën over aan zijn vrouw, die er een totalitair regime op nahoudt als het om de familie-uitgaven gaat. Hoewel de relatie met zijn gezin goed is, is er vaak sprake van conflict, waarbij hij en zijn vrouw kibbelen over verschillende, veelal kleine, dingen. Bijvoorbeeld dat Harry wil gaan golfen met zijn collega's. Een terugkerende grap in de show is de stank van zijn voeten.
Mitsy (Japans origineel: Misae Nohara (野原 みさえ) is Shins moeder en een typisch voorbeeld van een gefrustreerde, doorgedraaide moeder die regelmatig door Shin tot het uiterste wordt gedreven. Ze is vaak chagrijnig en heeft snel woedeaanvallen. Hoewel ze het beste voorheeft met haar twee kinderen weet haar zoon keer op keer het bloed onder haar nagels vandaan te halen. Ze hanteert de harde hand in huis tegenover haar man, haar schoonvader, haar zoon en soms zelfs haar dochter als deze niet naar haar luisteren. Mitsy is met regelmaat de bron van diëten en plannen om geld te besparen, welke allemaal binnen een week falen. Wanneer ze een uitverkoop ziet kan ze niets anders doen dan zich erop te storten, met als resultaat dat ze in één keer het hele budget erdoorheen jaagt, wat acuut een einde maakt aan haar plan om geld te sparen. Volgens Harry en Shin kan Mitsy heel slecht koken.
Lucky (Japans origineel: Shiro (シロ), zijn Japanse naam betekent wit terwijl zijn Engelstalige naam geluk betekent) is de trouwe dierenvriend van de familie. Hij is een lieve en zachtaardige hond. De viervoeter is vaak het slachtoffer van Shins praktijken, dienend als alibi, verdachte/medepleger of gewoon als onderdeel van Shins spel heeft de kleine, witte hond een hoop te verduren. Hoewel hij liefkozend wordt door Shin ook wel Luck genoemd wordt, zijn er op dat punt na weinig liefkozingen uit richting van Shin merkbaar. Lucky is voor Shin een beetje een voor lief genomen maatje, maar desondanks zou Shin Lucky voor niets in de wereld willen ruilen.
Daisy (Japans origineel: Himawari Nohara (野原 ひまわり), haar Japanse naam betekent zonnebloem, terwijl haar Engelstalige naam madelief betekent) is het zusje van Shin, ze heeft roodachtig haar en zwarte kraaloogjes. Ze is koppig en vaak knorrig, net als Mitsy. Daisy heeft ook veel trekjes weg van haar oudere broer en heeft een zwak voor knappe mannen. Ze staat, in tegenstelling tot veel van de huisgenoten, vaak haar mannetje tegenover Shin. Of dit nou gaat over welk televisieprogramma of iets onwaarschijnlijk belangrijks, Daisy is best bereid het conflict aan te gaan, want ze krijgt uiteindelijk toch wel bijval van Harry dan wel Mitsy. Voor de rest heeft ze weinig van Shin te vrezen, want ook hij geeft stiekem wel erg veel om zijn kleine zusje.
Gary (Japans origineel: Ginnosuke Nohara (野原銀の介) is Shin's Opa en is net zo vervelend als hij. Hij houdt ervan om naar jonge meiden te kijken, iets waar Shin ook van houdt. Net als Shin haalt Gary het bloed onder Mitsys nagels vandaan. Gary is getrouwd met Tsuru Nohara en is de vader van Harry Nohara. Gary heeft een slechte band met Mitsy.
Minnie Koyama (Japans origineel: Masae Koyama (小山 まさえ) Is Shin's nichtje en de oudere Zus van Mitsy. Minnie komt maar in 1 aflevering voor en dat is toen Mitsy zwanger was wanneer ze een Shin Masker opdeed uit ondeugendheid voor Mitsy. Zij draagt vaak kimono's en maskers maar is ook niet totaal de slimste in het huishouden. Toen zijn neef Gary de lamp schoonmaakte was het al een puinhoop en vluchtte Shin, Minnie en Gary uit ergernis voor Mitsy.
Waldo Koyama (Japans origineel: Yoshiji Koyama (小山よし治) Is Shin's tweede Opa. Waldo is een perfectionist en zeer serieus zn echtgenoot is Hisae. Waldo houdt van Klassieke muziek en zet de Nohara's in ochtend gymmastiek en heeft een passie voor Museums Waldo kan het slecht vinden met Gary en Shin als Gary geschiedenis in de museum maar niks vindt en vrouwen in de balie verleidt krijgt Waldo direct de schuld van zn medeplichtigheid. Waldo kan het goed vinden met Mitsy en Harry. Maar heeft niet goede connecties met Shin en Gary als te zien in de afl Een Dubbele Opa dag.
School, andere ouders en vrienden
Shin zit op de Happy Bunny-school (Japans origineel: Futaba Kindergarten (ふたば幼稚園) in de Zonnebloemklas van juf Dori.
Juf Dori (Japans origineel: Midori Ishizaka (よしながみどり) is wat Shin noemt een oude vrijster. Ze heeft weliswaar een knipperlichtrelatie met Ricky, maar die slaat Shin volledig in de wind. Dori is een zachtaardig meisje dat het lesgeven redelijk in de vingers heeft, maar er een vriendschappelijke en gelijkwaardige relatie met de leerlingen op nahoudt, waardoor ze nog weleens overrompeld wil worden door Shin en de rest. Dit kan zowel op school als thuis gebeuren, aangezien Shin en zijn vriendjes niet schromen een huisinvasie bij Dori uit te voeren om bijvoorbeeld een spionageclub op te richten.
Juf Uma (Japans origineel: Ume Matsuzaka (松坂 梅) is ook een juf van de Happy Bunny-school. Juf Dori en juf Uma hebben ook heel vaak ruzie en kunnen elkaar soms niet uitstaan. Ze zijn in alle opzichten twee aartsrivalen, of het nou om leerlingen, kleding of een sportdag gaat, de twee kunnen elkaars bloed wel drinken. Uma vindt zichzelf een megababe, alleen deelt driekwart van het andere geslacht die mening niet, iets wat Shin haar frequent en met veel plezier inwrijft. Uma pretendeert een echt 'glamourleven' te leiden, alhoewel ze in een armoedig flatje woont en peperdure kleding koopt om ze te showen en na een paar dagen terug te brengen; je moet toch wat om je imago hoog te houden als je geen geld hebt. Ook probeert ze iedere man te versieren die ze tegenkomt, hoe armoedig of sukkelig deze ook is.
Meneer Enzo (Japans origineel: Bunta Takakura/"Encho-sensei" (高倉 文太) is een zeer verwarrend maar des te vermakelijker persoon. Meneer Enzo draagt een duister geheim bij zich, maar wat dat nou precies is, blijft onduidelijk. Het lijkt erop dat de schooldirecteur ooit maffiabaas was en via een getuigenbeschermingsprogramma directeur van een school is geworden en/of nog steeds gezocht is en dit als alibi gebruikt. Shin schept er groot genoegen in om hem 'Don EnZone' (of 'The Godfather') te noemen, wat de arme man in grote frustratie doet schieten, aangezien dit klaarblijkelijk de naam is waar hij 'vroeger' onder bekendstond. Meneer Enzo heeft ook voortdurend maffiagerelateerde uitspraken in het verschiet en een nogal cynische kijk op alles wat om hem heen gebeurt. Als hij in de problemen komt of iemand iets vermoedt, neemt hij de alias "Lars uut Sweuden" aan waarbij hij een overdreven Zweeds accent opzet.
Bo, Cosmo, Max en Nini zijn de vaste speelmaatjes van Shin die ook bij hem in de klas zitten.
Bo (Japans origineel: Bo (ボー) is een trage kleuter die voortdurend met een enorme snottebel aan zijn neus rondloopt. Hij praat niet veel, en wanneer hij praat, zijn het meestal domme uitspraken. Wat er in Bo's wereld omgaat, zal altijd wel een mysterie blijven. Soms kan hij echter ook heel slim uit de hoek komen. Bo is soms wat vaag. Hij vertelt rare verhalen over dingen die echt gebeurd zouden zijn, zoals het verhaal van 'de drieogige hond'.
Cosmo (Japans origineel: Toru Kazama (風間 トオル) is het genie van de klas. Hij ambieert de jongste 'Captain of Industry' te worden en is te braaf voor woorden. Daardoor ligt hij eigenlijk voortdurend in de clinch met Shin, die er een sport van heeft gemaakt om Cosmo met namen als "Cosmonaut" en "Cosmannetje", imitaties en regelrechte pesterijen tot razernij en inzinkingen te brengen. Desondanks zijn de twee dikke vrienden, wat onder andere blijkt uit het ontroerende liedje "Vrienden van de Zonnebloemklas" dat Shin voor 'zijn' Cosmo als ode schrijft als deze op het punt staat naar een school voor hoogbegaafden te vertrekken, wat ironisch genoeg uiteindelijk niet doorgaat.
Max (Japans origineel: Masao Sato (佐藤マサオ) is het absolute watje van de groep. Hij is overgevoelig, huilt vaak, is overal bang voor en heeft eigenlijk nooit een eigen mening. Weliswaar staat de rest van het groepje altijd voor hem klaar. Vooral Shin weet op zijn eigen speciale manier de situatie voor Max altijd wel weer te redden.
Nini (Japans origineel: Nene Sakurada (桜田 ネネ) is het evenbeeld van haar krankzinnige moeder, die vaak volledig doorslaat in een woedeaanval. Nini is dominant en een grote bewonderaar van zichzelf. Ze probeert de jongens voortdurend bij te sturen en te leren haar te bewonderen. Helaas met weinig succes. Haar moeder reageert haar woedeaanvallen vaak af op een knuffelkonijn, dokter Klaagmuur, wat Nini ook weleens doet. sommige mensen zeggen dat ze verliefd is op Shin-chan.
Ruby (Japans origineel: Moeko Sakurada (桜田もえ子) is de moeder van Nini.
Mineko (Japans origineel: Mineko Kazama (風間 みね子) is de moeder van Cosmo.
Ekasuky (Japans origineel  Ekasuky Sato (マサオくんのママ) is de moeder van Max.
Groverts (Japans origineel Reiko Kitamoto (北本) is de buurvrouw van Shin. Groverts vindt het erg leuk om te gluren als Mitsy en Shin ontzettende ruzie maken. Shin vindt haar een afschuwelijke vrouw waarin hij liever niet wilt logeren zoals in de afl als Shin z'n ouders in het ziekenhuis belanden. Groverts kan het erg goed vinden met Mitsy zeker als Shin op school zit gaan Groverts en Mitsy een bakje koffie drinken. Groverts laat de roddels met Mitsy en Shin geheim.

### De Gemaskerde Muchacho (& Co)
Shins favoriete actieheld is de Gemaskerde Muchacho (Japans origineel: Action Mask (アクション仮面), een wat excentriek figuur die allerhande 'tuig' bestrijdt op vaak enigszins verwarrende wijze. Shin mist geen enkele aflevering van De Gemaskerde op televisie en gaat door het vuur om dit voort te zetten. Tevens is hij in het bezit van tientallen Muchacho-strips die met regelmaat slachtoffer worden van Mitsys opruimwoede. Ook heeft Shin chocoladekoekjes die zijn favoriet zijn. Uiteraard mag hij deze bijna nooit van zijn moeder eten. Hij zoekt dan door het hele huis, bijvoorbeeld in de onderbroekenlade van Mitsy.
Naast De Gemaskerde is ook Big-a-zoid (Japans origineel: Buriburizaemon (ぶりぶりざえもん) een favoriet van Shin; de ruilplaatjes van deze malle big duiken op de meest onverwachte en ongelukkige tijdstippen op. Zoals de keer dat Shin en Mitsy samen uit eten gaan op kosten van Harrys creditcard. Eenmaal bij het betalen aangekomen bleek dat Shin niet Harry's creditcard bij zich had maar slechts een plaatje van Aartsvijand Big-a-zoid.
Ook is er Psycho Robotico (Japans origineel: Kuntam Robo (カンタム・ロボ)) Een derde favoriet van shin; Psycho Robotico is een parodie op twee anime series, Mazinger Z en Gundam.

## Afleveringenlijst Nederlandse nasynchronisatie
Dit is een lijst van afleveringen van de Nederlandse nasynchronisatie van Shin-chan die uitgezonden zijn door Fox Kids/Jetix en Kanaal Twee. Afleveringen duren gemiddeld eenentwintig minuten in totaal, verdeeld over drie segmenten met elk een speelduur van vijf tot zeven minuten.
Er zijn 52 afleveringen van de nasynchronisatie van Vitello, uitgezonden als seizoen 1 en 2 in Nederland, geproduceerd. Van de nasynchronisatie van Phuuz, uitgezonden als seizoen 3 in Nederland, zijn 78 afleveringen geproduceerd. Niet van alle in Nederland uitgezonden fragmenten is de Nederlandse titel bekend.

### Seizoen 1 en 2 (Vitello)
| Nederlands afleveringnr. | Japans afleveringnr. | Titel in het Nederlands, Engels, Japans |
| ------------------------ | -------------------- | --- |
| 1                        | 95                   | Vadertje en Moedertje spelen Playing House 組長とままごとだゾ                                                                                     |
| 1                        | 95                   | Mam wil rijden Mom Wants to Drive 母ちゃんは運転免許がないゾ                                                                                      |
| 1                        | 95                   | Mam neemt rijlessen Mom Takes Driving Lessons 運転免許の教習だゾ                                                                                  |
| 2                        | 68                   | Mam wordt dik Mom's Getting Fat 母ちゃんのダイエットだゾ                                                                                          |
| 2                        | 68                   | Peuter commando’s I'm a Kiddie Commando アスレチックするゾ                                                                                        |
| 2                        | 68                   | Pap is zijn wenkbrauwen verloren Dad Lost His Eyebrows 父ちゃんのマユゲがないゾ                                                                   |
| 3                        | 61                   | Logeren bij Juf Dori P.J. Party with Miss Dori よしなが先生の私生活だゾ                                                                           |
| 3                        | 61                   | Ik ontmoet Hishi I Meet a Hishi 最後のセールスレディだゾ                                                                                          |
| 3                        | 61                   | Mam eist airconditioning Mom Wants an Air Conditioner エアコンを買うゾ                                                                            |
| 4                        | 81                   | Skiën I Go Skiing スキーバス旅行だゾ |
| 4                        | 81                   | Pret in het ski complex Fun at the Ski Lodge アフタースキーだゾ                                                                                   |
| 4                        | 81                   | Uilskuikens op de piste Dopes at the Slopes 家族でスキーだゾ                                                                                      |
| 5                        | 96                   | Ik wil koekjes! Me Want Cookie 高級お菓子が食べたいゾ                                                                                             |
| 5                        | 96                   | Een afspraakje met Juf Uma My Date with Miss Uma まつざか先生はお疲れだゾ                                                                         |
| 5                        | 96                   | Mam loopt weg Mom Runs Away 母ちゃんの家出だゾ |
| 6                        | 87-3                 | Krijgen wij een scheiding? We're Getting a Divorce?! 野原家のリコンだゾ                                                                           |
| 6                        | 87-1                 | Het softbaltoernooi deel 1 Play Ball Part One ソフトボール大会だゾ その1                                                                          |
| 6                        | 87-2                 | Het softbaltoernooi deel 2 Play Ball Part Two ソフトボール大会だゾ その2                                                                          |
| 7                        | 140                  | Ik word gerecycled I Get Recycled チリ紙交換するゾ                                                                                                |
| 7                        | 140                  | Mam molt de tv Mom Killed the TV テレビをこわしたゾ                                                                                               |
| 7                        | 140                  | Lucky heeft geluk! Lucky Gets Lucky シロとぬいぐるみだゾ                                                                                          |
| 8                        | 58                   | Ballonnenpret Fun with Balloons 風船をふくらますゾ                                                                                                |
| 8                        | 58                   | De gevonden portemonnee I Found a Wallet おサイフを拾ったゾ                                                                                       |
| 8                        | 58                   | Een dagje naar de stad I Go to the City じいちゃんと東京見物だゾ                                                                                  |
| 9                        | 185                  | We gaan op vakantie We Go on Vacation オラ達家族で北海道へ行くゾ                                                                                  |
| 9                        | 185                  | Vakantiepret Vacation Fun 北海道を食べちゃうゾ |
| 9                        | 185                  | Pap stort in Dad Has a Breakdown レンタカーがこわれたゾ                                                                                           |
| 10                       | 146                  | Een avondje zonder pap A Dad-Free Night 父ちゃんがいない夜だゾ                                                                                    |
| 10                       | 146                  | Hartstikke raak I Hit a Homer 野球するのも大変だゾ                                                                                                |
| 10                       | 146                  | Lekker opruimen I Clean Up プッツンしちゃうゾ |
| 11                       | 115                  | Een dagje vissen Let's Go Fishing お船でつりをするゾ                                                                                              |
| 11                       | 115                  | Slimme chick Marti Smarty Pants Marti 天才少女と対決だゾ                                                                                          |
| 11                       | 115                  | Mam achter het stuur Driving with Mom お車でお迎えするゾ                                                                                          |
| 12                       | 153                  | Ik maak van Max een man I Make a Man Outta Max ナンパの道はきびしいゾ                                                                             |
| 12                       | 153                  | De romantische avond van pap en mam Mom and Dad's Big Night 食あたりはつらいゾ                                                                    |
| 12                       | 153                  | Ik ga naar het ziekenhuis I Go to the Hospital 病院にお泊まりだゾ                                                                                 |
| 13                       | 154                  | Opa op bezoek A Visit from Grandpa じいちゃんの家出だゾ                                                                                           |
| 13                       | 154                  | Naar de meidentuin I Go to Girl-Zoo 女子大は楽しいゾ                                                                                              |
| 13                       | 154                  | Opa blijft en blijft Grandpa Won't Leave じいちゃんは人騒がせだゾ                                                                                 |
| 14                       | 111                  | Op naar het postkantoor An Errand to the Post Office 郵便局におつかいだゾ                                                                         |
| 14                       | 111                  | Het spookhuis Going to a Haunted House おばけ屋敷に入るゾ                                                                                         |
| 14                       | 111                  | Mam gaat staken Mom Goes on Strike 母ちゃんのストライキだゾ                                                                                       |
| 15                       | 167-3                | Alexander Who's Eisenhower? シロの愛情物語だゾ |
| 15                       | 167-2                | Pap zijn vriendinnetje Dad's Secret Admirer 冬じたくをするゾ                                                                                      |
| 15                       | 167-1                | Shin-chan, de tuinman Leaf Me Alone 枯れ葉のソージだゾ                                                                                            |
| 16                       | 183                  | De geweldige laatkomer The Late Great Me チコクの新記録だゾ                                                                                       |
| 16                       | 183                  | Mam is koopverslaafd Mom's a Shopaholic 通販はクセになるゾ                                                                                        |
| 16                       | 183                  | Ik kan niet slapen I Can't Sleep 平和な眠りだゾ                                                                                                   |
| 17                       | 229-3                | De striptekenaar en ik Me and the Comic Book Guy 有名マンガ家のタントーだゾ                                                                       |
| 17                       | 229-2                | Cosmo, de bacserie-moordenaar Cosmo the Germinator セイケツ好きの風間くんだゾ                                                                     |
| 17                       | 229-1                | Pap gaat joggen Dad Goes Jogging 父ちゃんのジョギングだゾ                                                                                         |
| 18                       | 102                  | Ik speel met pap Playing Around with Dad 父ちゃんと遊んでやるゾ                                                                                   |
| 18                       | 102                  | We gaan wandelen I'm Going Hiking 山のぼりはつらいゾ                                                                                              |
| 18                       | 102                  | Pret met eten Fun with Food 食品売り場は楽しいゾ                                                                                                  |
| 19                       | 141-3                | Wie heeft er een vriendje? Someone's Got a Boyfriend 恋のヨカンがするゾ                                                                           |
| 19                       | 141-2                | Mijn eigen kamer I Get My Own Room オラの部屋が欲しいゾ                                                                                           |
| 19                       | 141-1                | Pap breekt zijn belofte Dad Breaks a Promise ドライブに行きたいゾ                                                                                 |
| 20                       | 197                  | De bergbeklimmers I Climb a Mountain 遠足で山に登るゾ                                                                                             |
| 20                       | 197                  | Gestrand op de berg I'm Mountain Meat 山でソーナンしちゃったゾ                                                                                    |
| 20                       | 197                  | De kunst van het overleven Survival of the Fattest みんなでサバイバルするゾ                                                                       |
| 21                       | 121                  | Mams nieuwe jurk Mom Has a New Dress アイスクリームで事件だゾ                                                                                     |
| 21                       | 121                  | De groeten, Cosmo Bye Bye Cosmo 風間君とお別れだゾ                                                                                                |
| 21                       | 121                  | Achtergelaten in de metro Mom Leaves Me on the Subway 忘れられたオラだゾ                                                                          |
| 22                       | 193                  | Mam is misselijk Mom's Gotta Barf 母ちゃんはにんしん3カ月だゾ                                                                                     |
| 22                       | 193                  | Een gave verzameling My Cool Collection オラのコレクションだゾ                                                                                    |
| 22                       | 193                  | Ik hou van vieze boekjes I Love Nasty Books 立ち読みはやめられないゾ                                                                              |
| 23                       | 139                  | Voorjaarsvakantie I'm on Spring Break 春の朝はのどかだゾ                                                                                          |
| 23                       | 139                  | Lucky is ziek Lucky Feels Yucky シロがお病気だゾ                                                                                                  |
| 23                       | 139                  | We gaan picknicken Let's Have a Picnic お花見で盛りあがるゾ                                                                                       |
| 24                       | 194                  | Een goede start voor de baby I Jump-Start the Baby 胎教にご協力するゾ                                                                             |
| 24                       | 194                  | Cosmo is verliefd Cosmo's in Love 風間君が恋しちゃったゾ                                                                                          |
| 24                       | 194                  | Voor al uw liefdesadviezen I'm a Love Doctor 恋する風間君をお助けするゾ                                                                           |
| 25                       | 196                  | Ik wil een nieuwe mama I Want a New Mom 新しいママを作ったゾ                                                                                      |
| 25                       | 196                  | Spelen in het zwembad Playin' in the Pool プールで玉さがしだゾ                                                                                    |
| 25                       | 196                  | De maand van de zwangere mama’s It's Pregnant Mom Month 妊しん母ちゃんを大切にするゾ                                                              |
| 26                       | 168                  | Jij bent hem Playing Tag ボーちゃんと鬼ごっこだゾ (Boo-chan to onigokko da zo)                                                                    |
| 26                       | 168                  | Ik heb een afspraakje I Go on a Date デートについてくゾ (Deeto ni tsuite iku zo)                                                                  |
| 26                       | 168                  | Ons afspraakje met Ricky My Date with Ricky デートをもりあげるゾ (Deeto wo mori ageru zo)                                                         |
| 27                       | 202                  | Het sprookje van Shinokkio The Story of Shinocchio 世界迷作しんのキオだゾ (Sekai meisaku Shinnokio da zo)                                         |
| 27                       | 202                  | Geef me mijn bal terug Gimme Back My Ball ボールをとりもどすゾ (Booru wo torimodosu zo)                                                           |
| 27                       | 202                  | Ik ben mama’s lijfwacht I'm Mom's Bodyguard 母ちゃんのボディーガードをするゾ (Kaa-chan no bodigaado wo suru zo)                                   |
| 28                       | 122                  | Mam doet een dutje Mom Takes a Nap お昼寝するのも大変だゾ (O-hirune suru no mo taihen da zo)                                                      |
| 28                       | 122                  | Ik krijg gratis eten I Get Free Lunch ゴーカにしゃぶしゃぶだゾ (Gōka ni shabushabu da zo)                                                         |
| 28                       | 122                  | Met pap naar de kapper Dad's Close Shave 父ちゃんと散髪だゾ (Tō-chan to sanpatsu da zo)                                                           |
| 29                       | 206                  | Attractie Daisy Check Out My Baby ひまわりをご紹介するゾ (Himawari wo go-shōkai suru zo)                                                          |
| 29                       | 206                  | ? A Picnic with Miss Bono おねいさんとピクニックだゾ (Oneesan to pikunikku da zo)                                                                 |
| 29                       | 206                  | Ik speel met meneer Enzo Fun with the Godfather 園長先生の家庭訪問だゾ (Enchō-sensei no katei hōmon da zo)                                        |
| 30                       | 203                  | De baby komt thuis The Baby Comes Home 赤ちゃんのお帰りだゾ (Aka-chan no o-kaeri da zo)                                                           |
| 30                       | 203                  | Spelen met de nieuwe baby Hanging' Out with the New Baby 赤ちゃんをあやすゾ (Aka-chan wo ayasu zo)                                                |
| 30                       | 203                  | Ik ben moe I'm Tired 眠くて眠くて眠たい一日だゾ (Nemukute nemukute nemutai ichi nichi da zo)                                                      |
| 31                       | 124-1                | Juf Uma’s vrije dag ! Miss Uma's Day Off 松坂先生の休日だゾ (Matsuzaka-sensei no kyūjitsu da zo)                                                  |
| 31                       | 124-3                | Mams is haar sleutel kwijt! Mom Lost Her Key おうちに入れないゾ (O-uchi ni irenai zo)                                                             |
| 31                       | 124-2                | Van moeder ruilen! I Swap Moms ネネちゃんちの子になるゾ (Nene-chan chi no ko ni naru zo)                                                          |
| 32                       | 131-3                | Ik help paps met sneeuwruimen! I Help Dad Shovel Snow 雪かきは楽しいゾ (Yukikaki ha tanoshii zo)                                                  |
| 32                       | 131-2                | Worstelaarsters zijn top ! Lady Wrestlers Rock 女子プロレスのファンだゾ (Joshi puroresu no fan da zo)                                             |
| 32                       | 131-1                | Ik krijg een liefdesbrief! I Get a Love Letter おデートをするゾ (O-deeto suru zo)                                                                 |
| 33                       | 199                  | Krijg ik nu een broertje, of hoe zit dat? Am I Getting a Brother or What 赤ちゃんは男か女だゾ (Aka-chan wa otoko ka onna da zo)                   |
| 33                       | 199                  | Ik help de striptekenaar I Help Out the Comic Book Guy 有名マンガ家のアシスタントだゾ (Yūmei mangaka no ashisutanto da zo)                        |
| 33                       | 199                  | Paps zit met mij opgescheept! Dad's Stuck with Me 父ちゃんと公園で遊ぶゾ (Tō-chan to kōen de asobu zo)                                            |
| 34                       | 200                  | Paps heeft een vriendin! Dad's Got a Girlfriend 父ちゃんがラブレターもらったゾ (Tō-chan ga raburettaa moratta zo)                                 |
| 34                       | 200                  | Mams komt erachter! Mom Finds Out ラブレターで災難だゾ (Raburettaa de sainan da zo)                                                               |
| 34                       | 200                  | Debuut in het park! Debut in the Park 公園デビューにつきあうゾ (Kōen debiyū ni tsuki au zo)                                                       |
| 35                       | 251                  | Diasy draaft rond! Daisy Gets Buzzed 酔っぱらった？ひまわりだゾ (Yopparatta? Himawari da zo)                                                      |
| 35                       | 251                  | De drie-ogige hond. The 3-eyed Dog キョーフの三つ目犬だゾ (Kyōfu no mittsu me inu da zo)                                                          |
| 35                       | 251                  | Wie heeft er slaap nodig? Who Needs Sleep? ネムケと戦う父ちゃんだゾ (Nemuke tatakau tō-chan da zo)                                                |
| 36                       | 231                  | Vader's verzetje. Dad's Last Resort 父ちゃんのフロク作りだゾ (Tō-chan no furoku zukuri da zo)                                                     |
| 36                       | 231                  | Een kwestie van vertrouwen. Cosmo Trusts Me 風間君はオラを信じてるゾ (Kazama-kun wa ora wo shinjiteru zo)                                         |
| 36                       | 231                  | Zaken met Shin. Salesman Shin 実演販売はオラにおまかせだゾ (Jitsuen hanbai wa ora ni o-makase da zo)                                              |
| 37                       | 249                  | Geen snacks voor Max. Max Lost His Snack Money 遠足のおやつを買うゾ (Ensoku no o-yatsu wo kau zo)                                                 |
| 37                       | 249                  | Uitje met de klas. A Trip to the River きょうは楽しい遠足だゾ (Kyō wa tanoshii ensoku da zo)                                                      |
| 37                       | 249                  | ? I Get Lost Again 遠足でまたまた迷子になったゾ (Ensoku de matamata maigo ni natta zo)                                                            |
| 38                       | 222-3                | Een bril maakt het verschil. The Godfather Glasses 勇気の出るサングラスだゾ (Yūki no deru sangurasu da zo)                                        |
| 38                       | 222-2                | ? Uma the Cat-Lover ネコのお世話も大変だゾ (Neko no o-sewa mo taihen da zo)                                                                       |
| 38                       | 222-1                | Zoeken naar zusjes. Where's My Sister, Mister? ひまわりが消えちゃったゾ (Himawari ga kiechatta zo)                                                |
| 39                       | 250                  | De tortelduifjes vechten. The Lovebirds Are Fighting ミッチーヨシリンのケンカだゾ (Mitchii Yoshirin no kenka da zo)                               |
| 39                       | 250                  | Alleen thuis. Home Alone ひとりでのんびりお留守番だゾ (Hitori de nonbori o-rusuban da zo)                                                         |
| 39                       | 250                  | Wij slapen in de gang. We Sleep in the Hallway 玄関ぐらしも快適だゾ (Genkan gurashi mo kaiteki da zo)                                             |
| 40                       | 219                  | Vroege Valentijnsdag. Early Valentine's Day 野原一家のバレンタインだゾ (Nohara ikka no barentain da zo)                                           |
| 40                       | 219                  | Kleine grote baas gaat golfen. Little Bigboss Plays Golf サラリーマンしんのすけゴルフで遊んじゃうゾ (Sarariiman Shinnosuke gorufu de asonjau zo)  |
| 40                       | 219                  | Juf Uma’s Valentijn. Miss Uma's Valentine まつざか先生のバレンタイン勝負だゾ (Matsuzaka-sensei no barentain shōbu da zo)                          |
| 41                       | 201                  | Tante Minnie komt op bezoek. Aunt Minnie Comes to Visit マサエおばさんがまた来たゾ (Masae obasan ga mata kita zo)                                 |
| 41                       | 201                  | Donenzone is een wiegrover. The Godfather Is a Cradle Snatcher 恋するオトメのミホちゃんだゾ (Koi suru otome no Miho-chan da zo)                   |
| 41                       | 201                  | We oefenen voor de baby. We Drill for the Baby 出産のリハーサルをするゾ (Shussan no rihaasaru wo suru zo)                                         |
| 42                       | 216-3                | Ieder zijn droom. I'm the Boss サラリーマンしんのすけ出張に行くゾ (Sarariiman Shinnosuke shutchō ni iku zo)                                       |
| 42                       | 216-1                | Shin als filmster. Hey, Remember Me? ビデオの主役はオラだゾ (Bideo no shuyaku wa ora da zo)                                                       |
| 42                       | 216-2                | Shin wil aandacht. Nobody Loves Me お兄ちゃんだって甘えたいゾ (Onii-chan datte amaetai zo)                                                        |
| 43                       | 255                  | Een afspraak is zo gemaakt. The Blowfish Bonus ボーナスで少しゼイタクするゾ (Boonasu de sukoshi zeitaku suru zo)                                  |
| 43                       | 255                  | Een visje met een staartje Fugu Whogu? 初めてフグを食べちゃうゾ (Hajimete fugu wo tabechau zo)                                                    |
| 43                       | 255                  | Kung Fu Shin. Shin vs the Kung Fu Kid さすらいのドラゴンと対決だゾ (Sasurai no doragon to taiketsu da zo)                                         |
| 44                       | 230                  | Voor elk wat wils. Mom Gets Malled ひまわりと一緒にお買物だゾ (Himawari to issho no o-kaimono da zo)                                              |
| 44                       | 230                  | Baby zitten. Daisy Drives Me Crazy ひまわりの相手はつかれるゾ (Himawari no aite wa tsukareru zo)                                                  |
| 44                       | 230                  | Tafelmanieren. Fun at Skunky's ファミリーレストランに行くゾ (Famirii restoran ni iku zo)                                                          |
| 45                       | 243                  | Ik maak een schatkaart. I Make a Treasure Map オラの作った宝の地図だゾ (Ora no tsukutta takara no chizu)                                          |
| 45                       | 243                  | Juf Dori wordt ziek. I Make Miss Dori Sick かすかべ防衛隊の恩返しだゾ (Kasukabe bōeitai no ongaeshi da zo)                                        |
| 45                       | 243                  | Lekker koel. We're Coolie-Oolie オラの家にクーラーが付いたゾ (Ora no ie ni kuuraa ga tsuita zo)                                                   |
| 46                       | 198                  | Ik heb stijl. I Get Some Class お上品はキュークツだゾ (O-jōhin wa kyūkutsu da zo)                                                                 |
| 46                       | 198                  | De schildpad en de hazen. The Tortoise and the Hare-Bags ウサギとしんちゃん亀の競争だゾ (Usagi to Shin-chan Game no kyōsō da zo)                  |
| 46                       | 198                  | De Kazhu kamakaze bende bij het zwembad. The Kahzu Kamakazes Hit the Pool プールでバイトの紅さそり隊だゾ (Pūru de baito no beni sasori tai da zo) |
| 47                       | 218                  | Gratis skiën. We Ski for Free スキー場でリゾートするゾ (Sukii jō de rizooto suru zo)                                                              |
| 47                       | 218                  | Uma boema? Uma Whoma? 謎の美女とスキー教室だゾ (Nazo no bijo to sukii kyōjitsu da zo)                                                             |
| 47                       | 218                  | Pret in de speelhal. Fun at the Arcade スキーの後でも遊んじゃうゾ (Sukii no ato demo asonjau zo)                                                  |
| 48                       | 248                  | Geen trein door de regen. No Train in the Rain 台風の中でも出勤だゾ (Taifū no naka demo shukkin da zo)                                            |
| 48                       | 248                  | 't Is een vreemdeling zeker. There's a Stranger at the Door アンケートにご協力するゾ (Ankeeto ni go-kyōryoku suru zo)                             |
| 48                       | 248                  | Tortelduifjes als buren. The Lovebirds Move In ミッチーとヨシリンが来たゾ (Mitchii to Yoshirin ga kita zo)                                        |
| 49                       | 233                  | ? What's the Massager For? 電気マッサージ機で遊ぶゾ (Denki massaaji ki de asobu zo)                                                               |
| 49                       | 233                  | ? Miss Dori Wants to Get Married よしなが先生の恋の破局？だゾ (Yoshinaga-sensei no koi no hakyoku? da zo)                                         |
| 49                       | 233                  | ? Ricky Makes the Pass 落ちこんだよしなが先生だゾ (Ochikonda Yoshinaga-sensei da zo)                                                              |
| 50                       | 214-3                | Overspelletjes. Dori's Boyfriend Has a Girlfriend よしなが先生の恋の危機だゾ (Yoshinaga-sensei no koi no kiki da zo)                              |
| 50                       | 214-1                | Geld voor onderkruipers. Daisy Starts Crawling ひまわりのハイハイ特訓だゾ (Himawari no haihai tokkun da zo)                                       |
| 50                       | 214-2                | Shin in de hulpverlening. I'm a Mentor Case 迷子のめんどうを見るゾ (Maigo no mendō wo miru zo)                                                    |
| 51                       | 104-2                | De Wedstrijd. Buttman Saves the Day 水泳大会がんばるゾ (Suiei taikai ganbaru zo)                                                                  |
| 51                       | 217-2                | ? Hurricane Hannah セクシーマリリン台風だゾ (Sekushii Maririn taifū da zo)                                                                        |
| 51                       | 217-3                | Ontsnapping uit de zonnebloemgevangenis Escape from Planet Kindygarten 幼稚園から脱出するゾ (Yōchien kara dasshutsu suru zo)                      |
| 52                       | 191                  | ? I'm a Ballerina オラと母ちゃんのバレエだゾ (Ora to kaa-chan no baree da zo)                                                                     |
| 52                       | 191                  | ? Quality Time with Dad おねいさんと鬼ごっこだゾ (Oneesan to onigokko da zo)                                                                      |
| 52                       | 191                  | ? What's Up with Mom? 母ちゃんが死んじゃうゾ？ (Kaa-chan ga shinjau zo?)                                                                          |

### Seizoen 3 (Phuuz)
- 080: ? - ? - Dotty, De Schoolverlater!
- 082: Ik Ben Een Held! - ? - Ik Kan Koken!
- 085: Ik Eet Noodlesoep! - Ik Kan Schaatsen! - Ik Red Een Huwelijk!
- 086: Een Nieuw Kippetje Op School! - ? - Kom Het Nieuwe Appartement Bekijken!
- 087: ? - Ik Wil Vlees Eten! - ?
- 089: De Driewieler Race! - Ik werk in de boekwinkel. - Mama's geheime buit!
- 091: Thee Voor Drie! - Sumoworstelaar! - ?
- 094: ? - ? - Een Veel Betere Moeder!
- 096: Daisy Krijgt Een Prikje! - Ik Pas Op Mini Mitsy! - Babysitten Met Pap!
- 097: Ik Word Model! - Ik Heb M’n Eigen Bankrekening! - ?
- 100: De Vogel, De Pinguïn en de irritante betweter! - Gevaarlijke Bami! - ?
- 102: ? - Een Dubbele Opa Dag! - ?
- 103: ? - ? - Veel Gehannes Om Een Meloen!
- 104: ? - Ik Plaag Tubasso! - Ik Heb M’n Been Gebroken!
- 107: ? - ? - Ik Kan Geen Tofu Meer Zien!
- 108: ? - Dori Heeft Een Eetafspraakje! - Pap Gaat Naar De Tandarts!
- 109: Ik Post Een Brief! - Hier Met Die Donuts! - ?
- 110: Ik Kan Breien! - Zweten In De Spitstrein! - Bij Papa Op Het Werk!

## Dvd-uitgave Nederland en Vlaanderen
- Shin-chan - Deel 1: Op Vakantie (september 2003, Bridge Entertainment) bevat aflevering 4, 9 en 23.
- Shin-chan - Deel 2: Problemen Op School (september 2003, Bridge Entertainment) bevat aflevering 6, 11 en 16.
- Shin-chan - Deel 3: Verliefd (januari 2004, Bridge Entertainment) bevat aflevering 7, 12 en 26.
- Shin-chan - Deel 4: Op Stap Met Opa (maart 2004, Bridge Entertainment) bevat aflevering 8, 13, 24 en 41.
- Shin-chan - Mega-dvd: Lekker Stout (2004, Bridge Entertainment) bevat aflevering 1, 2, 3, 5, 10, 14, 15, 17, 18 en 19.
- Fox Kids fun & friends (2004, Bridge Entertainment) bevat aflevering 7.

In 2004 en 2005 hield de Super de Boer twee acties waarbij klanten bij aankoop van bepaalde producten een gratis DVD met één aflevering van een kinderprogramma kregen, van Shin-chan waren er twee DVD's:
- Shin-chan - Mam is koopverslaafd (2004, Bridge Entertainment) bevat het tweede segment van aflevering 16, het eerste segment van aflevering 22 en het tweede segment van aflevering 30.
- Shin-chan - Softbaltoernooi & Ik kan niet slapen (2005, Bridge Entertainment) bevat het tweede en derde segment van aflevering 6 en het derde segment van aflevering 16.

## Trivia
- Hoewel veel mensen denken dat 'Chan' een deel van Shin-chans naam is, is dit eigenlijk niet waar. 'Chan' is in het Japans een achtervoegsel dat vaak achter de naam van kinderen gezet wordt. Tevens wordt de naam vaak korter gemaakt, omdat dit makkelijker is. Shinnosuke (Shins volledige naam) wordt hierdoor verkort naar Shin, en vervolgens komt hierachter het achtervoegsel 'chan', resulterend in Shin-chan.
- Shin-chan maakte op 3 augustus 2007 een geanimeerde cross-over met de Japanse live-action jeugdserie Kamen Rider Den-O genaamd “Kamen Rider Den-O + Shin-O”, in een tv-special van televisiezender TV Asahi. Het was een unicum voor beide series om zo'n soort crossover te doen. In april 2012 werd er een tweede cross-over uitgezonden, deze keer met Kamen Rider Fourze.[12] Op 22 juli 2016 werd er een geanimeerde cross-over met Godzilla uitgezonden in Japan.[13]
- Bij Fox Kids en later Jetix werd in reclamefilmpjes de kont van Shin met een zwart balkje gecensureerd. Waarschijnlijk omdat de eigenlijke uitzending van de serie een kijkwijzer vooraf heeft en kinderen buiten de doelgroep gemakkelijker met de reclame in aanraking komen dan met een hele aflevering.